# Boldog (Ungarn)
Boldog ist eine ungarische Gemeinde im Kreis Hatvan im Komitat Heves. Sie liegt zwischen den Flüssen Zagyva und Galga und befindet sich 9 km südlich von Hatvan.

## Geschichte
Es handelt sich um ein seit mehreren Jahrtausenden durchgängig bewohntes Dorf. Boldog liegt zwischen den Flüssen Zagyva und Galga und im Schnittpunkt dreier Komitate (Heves, Jász-Nagykun-Szolnok und Pest). Der Ort und seine Grenzen sind reich an geschichtlichen Belegen. Südlich der Gemeinde verlaufen die Reste des unter den Sarmaten zwischen 324 und 337 errichteten und die Donau mit der Theiß verbindenden Limes Sarmatiae.
Die erste Erwähnung des Dorfes geht auf das Jahr 1395 zurück (als Boldogazzonhothvana). Die Gemeinde entwickelte sich fortlaufend, seit 1867 wird hier Wein angebaut und seit der gleichen Zeit wurde auch der Melonenanbau bedeutend. Boldog ist im Komitat Heves eines der treuesten traditionsbewahrenden Dörfer. Das erste Buch über die Stickerei des Dorfes wurde 1942 ausgegeben: auch in diesem Buch wurde die Weißstickerei Boldogs vorgestellt.
Die Trachten Boldogs können alljährlich zum Jézus Szíve Búcsú (am dritten Sonntag nach Pfingsten) auch in Aktion bewundert werden. Es wurden mehrere Gruppen zum Erhalt der alten Gebräuche und Lieder gegründet: die Kaláris-Volkstanzgruppe, der Boldoger Herrenchor sowie der Frauenchor.

### Legende über die Herkunft des Namens
Während des Tatarenzuges im Jahre 1241 flüchteten alle Dorfbewohner in die katholische Kirche an der Brindza, wo sie von den Tataren vollständig abgemetzelt wurden. Die Kirche verfiel danach als geschlossene Grabstätte und wurde nie mehr benutzt. Eine völlig neue, zugereiste Bevölkerung erbaute sich danach eine neue Kirche etwas abseits. Darin ereignete sich gut drei Jahrhunderte später das gleiche Schicksal, dieses Mal wurde die Dorfbevölkerung in der Kirche von den Türken abgemetzelt. Auch diese Kirche verfiel danach und wurde zur Grabstätte. Dieses Mal konnten sich viele retten. Das wird in den Annalen heute so dargestellt: Als 1552, während der Besatzung Ungarns durch das Osmanische Reich, türkische Truppen in das Gebiet vordrangen, mussten die Bewohner der Gemeinde, die sich vor den Türken retten konnten, die ursprüngliche Stelle Boldogs verlassen und ließen sich stattdessen auf der heutigen Lage des Dorfes (damals eine Insel in der Sumpfgegend) nieder. Der Legende nach geschah dieser „Umzug“ während einer einzigen Nacht und als der Anführer, Richter István Bonta, auf der Insel seinen Stock in den Boden stieß, rief er aus: „Itt leszünk mi boldogok!“ (zu deutsch „Hier werden wir glücklich!“, das ungarische Wort boldog bedeutet dabei glücklich).
Tatsächlich ist der Ursprung des Namens aber wahrscheinlich auf Nagyboldogasszony zurückzuführen – eine ungarische Bezeichnung für die Jungfrau Maria.

## Bevölkerung
2001 waren 96 % der Bevölkerung Magyaren, in der Tat sog. Palotzen (Palócok). Weitere 4 % haben sich als Roma bekannt. 2010 hatte der Ort 3041 Einwohner.

## Erwähnenswertes
- Tájház: 1871 erbaut, stellt es nun ein Kunstdenkmal dar und stellt die traditionelle Bauweise sowie Kultur der Palóczen vor.
- Barockkirche: in ihrem Garten befindet sich eine Statue des Johannes Nepomuk
- Heldengarten mit dem Denkmal der Gefallenen des Ersten und Zweiten Weltkriegs
- Friedhofskapelle mit einer Gedenktafel zu Ehren Sándor Davidas (Arzt Mihály Táncsics'), dazu gegenüber der Millenniumgedenkpark mit der Statue des Heiligen Stephan sowie dem Kopjafa zu Ehren der Boldoger Soldaten

## Bildergalerie

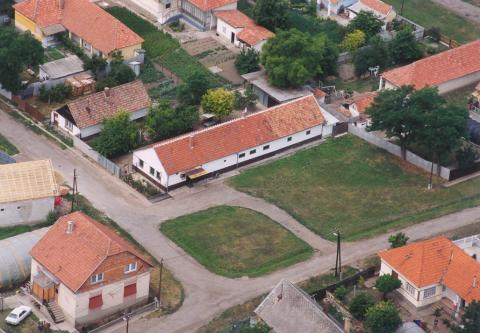
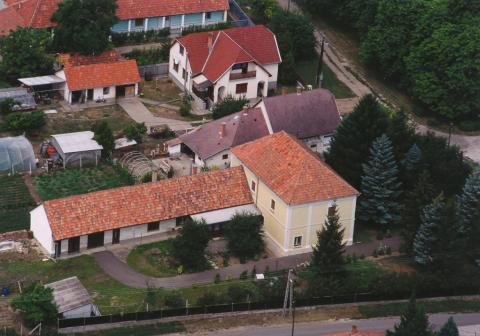
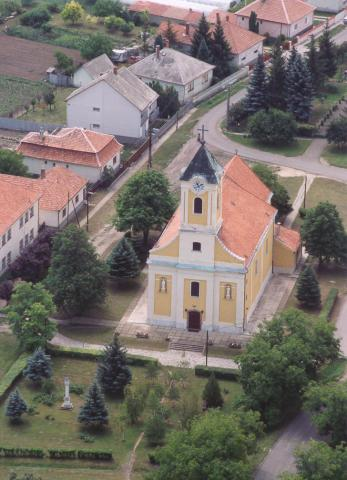
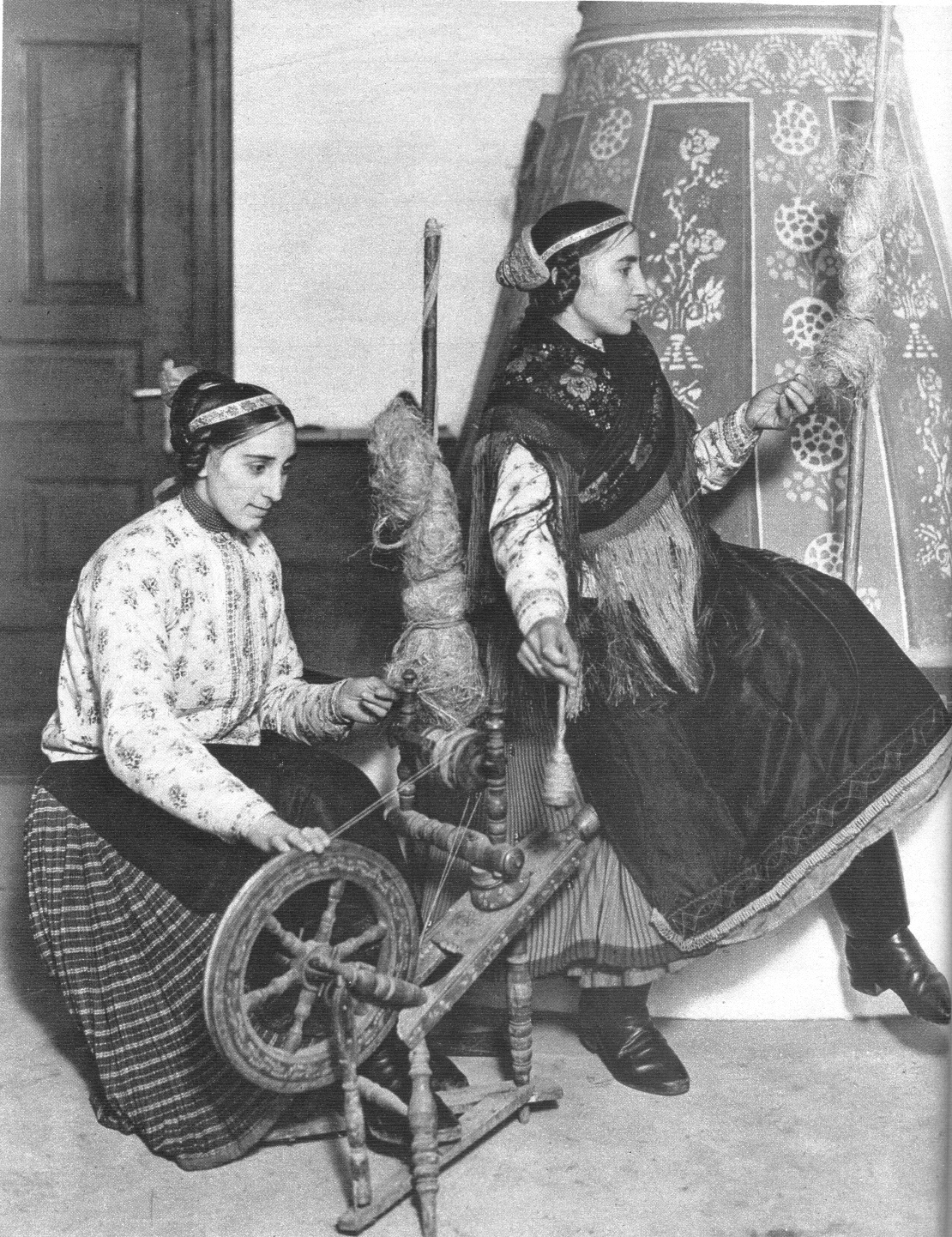
Frauen aus Boldog beim Spinnen, vor 1930